# Hunter (miasto)
Hunter – miasto w Stanach Zjednoczonych, w stanie Nowy Jork, w hrabstwie Greene.